# 절음자 운동
절음자 운동(중국어 간체자: 切音字运动, 정체자: 切音字運動, 병음: qièyīnzì yùndòng 체인쯔윈둥[*])은 청나라의 마지막 20년 동안 중국 지식층이 중국어를 병음화하려던 운동이다. 1890년대에는 중국의 민족 위기가 갈수록 심화되자 변혁을 도모하는 목소리가 점차 높아졌다. 중국의 일부 진보적인 학자와 관리들은 자국이 서양이나 일본과 같은 부강을 이루려면 이들 나라처럼 단순한 문자와 보급된 교육이 필요하다고 생각하였으며, 한자가 복잡하고 난해하여 자국민의 식자율을 낮추고 실용적인 학문을 배우기를 방해한다고 보았다. 이에 이들은 간편한 표음 문자를 만들어 교육을 보급하고 민중의 지성을 개발하고자 하였다.
루좡장은 절음자 운동의 문을 연 학자이다. 그가 1892년에 출판한 《일목요연초계》의 절음신자는 중국인이 만든 최초의 한어 병음 방안이다. 이 방안은 라틴 문자를 사용하여 샤먼어의 발음을 표기한다. 주원슝이 1906년에 출판한 《강소신자모》는 쑤저우음을 라틴 문자화한다. 새로운 기호를 전혀 만들지 않은 점이 특징이다. 이 저작에서 그는 최초로 라틴 문자로 된 병음 방안을 이론적으로 주장하였다. 그러나 이 병음 방안은 당시에 큰 주목을 받지 못했으며, 신문의 비난을 받기도 했다. 훗날 1957년 1월에 《강소신자모》의 사진판이 《병음문자사료총서》에 실려 문자개혁출판사에서 출판되었다. 절음자 운동에서 제작된 가장 영향력 있는 병음 방안은 왕자오의 《관화합성자모》와 라오나이쉬안의 합성간자이다. 《관화합성자모》는 왕자오가 1900년에 톈진현에 은거 중이던 때에 출판하였다. 이 병음 방안은 50개의 성모와 12개의 운모로 구성되어 있다. 합성간자는 저명한 음운학자 라오나이쉬안이 1905년부터 1907년까지 동안 《관화합성자모》에 잇달아 난징어, 쑤저우어, 푸젠어, 광둥어를 위한 성모와 운모를 추가하는 등의 작업을 거쳐 완성된 병음 방안이다.
1900년 이전에는 각 방언에 맞는 문자를 만들어 말과 글의 일치를 추구하려는 목적이었다면, 1900년 이후에는 관화의 보급을 도와 언어의 통일을 추구하려는 목적을 띠었다. 청나라 말에 절음자를 시행하려는 시도는 학부의 보수파의 반대로 무산되었으며, 훗날 중화민국 초기에 절음자는 한자 주음용 도구로 격하되었다. 이러한 결과의 원인으로는 외부 조건 이외에도 당시 일부 절음 방안 자체의 결함을 꼽을 수 있다. 절음자 운동가들의 실현되지 못한 소망은 훗날 중국에서 다른 여러 언어 운동을 일으켰다. 절음자 운동은 중국어 현대화 운동의 시초로 평가된다.

## 명칭
리진시의 《국어운동사강》에서는 절음자 운동을 1900년대 전후로 나눠 각각 절음 운동(切音運動)과 간자 운동(簡字運動)으로 부른다.:83 니하이수의 《중국병음문자운동사간편》에서는 절음자 운동으로 합쳐 부른다.:83 절음자 운동의 시작 연도가 루좡장이 《일목요연초계》를 출판한 1892년이라는 의견은 학계에서 대체로 일치한다.:100 또한 많은 학자들은 절음자 운동이라는 명명이 루좡장의 절음신자에서 유래한다고 본다.:100 쉬창안의 《어문 현대화의 선구 루좡장》에서는 쑹수가 《육재비의(六齋卑議)》에서 절음 문자 제작의 필요성을 제기한 1891년을 절음자 운동의 시작 연도로 삼는다.:100 절음자 운동이 끝나는 시점에 대한 학계의 의견은 청나라의 마지막 해인 1911년, 중화민국 초기, 주음자모가 공포된 1918년, 미국의 선교사 알프레드 스트리트(Alfred E. Street)가 《해남토음자모(海南土音字母)》를 발표한 1919년 등으로 다양하다.:100
절음자(切音字)라는 말은 청나라 말에 처음 생겨났으며, 당시에는 모든 표음 문자를 통틀어 가리키는 말이었다.:96 다시 말해 당시의 절음자는 서양의 라틴 문자, 일본의 가나, 조선의 한글, 청나라의 만주 문자을 비롯한 기존의 표음 문자와 당시에 존재하던 각종 한어 병음 방안으로 구성된다.:96 물론 한어 병음 방안들에는 각기 다른 이름이 붙었다.:97 청나라 말에 절음자의 별칭으로는 합성자(合聲字), 쾌자(快字), 병음자(拼音字), 간자(簡字), 관음자(串音字), 음표자(音標字), 신자(新字) 등이 있었다.:83 청나라가 멸망한 뒤부터 절음자는 점차 청나라 말 중화민국 초에 제작된 한어 병음 방안만을 가리키게 되었다.:99 절음자의 의미가 훗날 축소된 까닭으로는 병음이라는 절음 동의어의 우세, 주음자모 운동의 발생 등이 있다.:101
절음(切音)은 원래에는 중국어의 원시적인 주음법인 반절을 뜻하였고, 오늘날에는 병음을 뜻한다.:101 오늘날의 의미는 청나라 초에 발생되어 청나라 말 절음자 운동 때 고착되었다.:101 이러한 의미 변화에 영향을 준 요소로는 명청 때 이뤄진 반절에 대한 개선, 청나라 때 절음으로 명명되어 제작된 일부 병음 문자, 당시 반절과 병음 문자의 차이에 대한 인식의 미비, 반절을 참고하여 제작된 일부 병음 문자 등이 있다.:98

## 배경
문자 개혁 사상과 한어 병음 방안은 절음자 운동 이전부터 존재하였다. 최초의 한어 병음 방안은 17세기 초 명나라 만력제 때 중국에 온 서양의 선교사들이 소통상의 어려움을 극복하기 위해 도입하였다.:42 그 뒤로 많은 음운학자들이 한자 개혁과 한어 병음화 작업에 뛰어들었으나, 청나라 때 해금 정책으로 인해 침묵에 잠겼다.:42 1800년에 황겸은 민난어 운서 《휘음묘오》에서 삼추성자법을 제작하였다.:42 아편 전쟁이 있은 뒤 외국의 선교사들은 《성경》을 각지 방언으로 번역하였는데, 일부에는 한자 대신 소위 교회 로마자를 사용하였다.:42 한편 이정신 등 또한 서양을 표방하여 병음 문자를 제작하였다.:42
1842년에 중국은 아편 전쟁 패전으로 인해 자본주의의 침투가 더욱 깊어졌다.:42 1894년에 청일 전쟁으로 인해 중국은 영토가 분할될 위험에 처하여 민족 위기가 심화되었다.:66 한편 중국의 민족 자본주의는 기초적인 발전을 이루었다.:66 1861년에 시작된 양무운동은 광산물, 철도, 무기 등을 통한 발전을 개혁 노선으로 삼았으며,:84 1890년대에는 유신파의 개량주의가 사회에서 큰 영향력을 발휘하였다.:66
1840년대부터 1890년대까지 동안 위원, 풍계분, 에른스트 파버, 정관잉, 윌리엄 알렉산더 파슨스 마틴, 황준헌, 설복성 등은 서양과 일본의 교육 상황을 중국에 전파하였다. 청나라 조정은 각각 1903년과 1904년에 의무 교육에 관한 내용이 실린 《흠정학당장정》과 《주정학당장정》을 반포하였다. 1905년에는 과거제가 폐지되고 학부가 설립되면서 중국 근대 교육이 초기 형태를 갖추게 되었다.
절음자 운동가들은 국가가 부강을 이루려면 민중의 지성이 깨어있어야 하며, 그러기 위해서는 교육을 보급하여 식자율을 높이는 것이 절실하다고 보았다. 이들은 자국이 서양이나 일본과 달리 교육이 충분히 보급되지 않아 문맹률이 80%에 달함을 관찰하였으며, 교육의 보급을 위해서는 절음자와 같이 단순하고 언문이 일치하는 문자가 필요하다고 보았다. 이들은 한자 폐기를 주장하지는 않았다. 다만 이들은 절음자가 한자를 주음하는 도구일 뿐 아니라 그 자체로 문자의 성격을 가지고 있다고 여겼다.:104

## 주요 인물 및 작품
1892년부터 1910년까지 만들어진 병음 방안은 최소 27가지이다. 일본의 가나의 영향을 받은 한자 필획의 형식, 라틴 문자 또는 그 변형의 형식, 속기 기호의 형식, 숫자식의 형식, 자체 제작 기호의 형식이 있다. 전체적으로는 한자 필획의 형식이 가장 많으며, 운동 초기인 1900년 이전에는 라틴 문자 방안이, 그 이후에는 한자 필획 방안이 주를 이뤘다. 각 병음 방안은 하나 또는 여러 방언의 발음을 표기할 수 있다. 전체적으로, 만약 이들을 언어의 종류에 따라 30여 가지의 방안으로 세분한다면, 관화의 발음을 표기하는 방안이 가장 많다. 시기별로 보면, 1900년 이전에 만들어진 병음 방안들은 대부분 지방음 표기용이며, 그 후에는 관화음 표기가 가능한 방안 위주로 제작되었다. 특히 1908년 이후에 만들어진 병음 방안들은 대부분 관화음 전용이다. 출신 지역별로 보면, 남부 출신은 주로 (남부) 지방음을, 북부 출신은 주로 관화음을 표기하는 방안을 만들었다.
| 저자:87                    | 본적지                                                | 출판 연도:87 | 작품명:87 | 방안 이름                                                        | 기준음:87                                                                            | 기호 형식                                    | 기타 |
| -------------------------- | ----------------------------------------------------- | ------------ | --- | ---------------------------------------------------------------- | ------------------------------------------------------------------------------------ | -------------------------------------------- | ---- |
| 루좡장(盧戇章)             | 푸젠성 퉁안현:147                                     | 1892         | 《일목요연초계(一目了然初階)》, 《신자초계(新字初階)》                                                                 | 중국제일쾌절음신자(中國第一快切音新字),:30 절음신자(切音新字):97 | 샤먼음, 장저우음, 취안저우음                                                         | 라틴 문자                                    |      |
| 루좡장(盧戇章)             | 푸젠성 퉁안현:147                                     | 1906         | 《중국절음자모북경절음교과서(中國切音字母北京切音教科書)》, 《중국자모북경절음합정(中國字母北京切音合訂)》             | 관화절음자모(官話切音字母):19                                    | 관화음, 취안저우음, 장저우음, 푸저우음, 광저우음                                     | 한자 필획                                    |      |
| 차이시융(蔡錫勇)           | 푸젠성 룽시현:49                                      | 1896         | 《전음쾌자(傳音快字)》:97                                                                                              | 《전음쾌자(傳音快字)》:97                                        | 관화음                                                                               | 속기 기호                                    |      |
| 선쉬에(沈學)               | 장쑤성 우현:51                                        | 1896         | 《성세원음(盛世元音)》                                                                                                 | 성세원음, 천하공자(天下公字):97                                  | 우음                                                                                 | 속기 기호                                    |      |
| 리제싼(力捷三)             | 푸젠성 융타이현:305                                   | 1896         | 《민강쾌자(閩腔快字)》:97                                                                                              | 《민강쾌자(閩腔快字)》:97                                        | 푸저우음                                                                             | 속기 기호                                    |      |
| 리제싼(力捷三)             | 푸젠성 융타이현:305                                   | 1902         | 《무사자통절음관화자서(無師自通切音官話字書)》                                                                         | 《무사자통절음관화자서(無師自通切音官話字書)》                   | 관화음                                                                               | 속기 기호                                    |      |
| 왕빙야오(王炳耀)           | 광둥성 둥관현:303                                     | 1897         | 《병음자보(拼音字譜)》                                                                                                 | 병음자(拼音字):97                                                | 광둥음                                                                               | 라틴 문자와 속기 기호                        |      |
| 차이위안페이(蔡元培)       | 저장성 사오싱현:1                                     | 1898         | 《절음과본(切音課本)》                                                                                                 | 《절음과본(切音課本)》                                           | 저장(사오싱)음                                                                       | -                                            |      |
| 왕자오(王照)               | 직례성:88 닝허현:93                                   | 1900         | 《관화합성자모(官話合聲字母)》                                                                                         | 관화합성자모, 관화자모(官話字母):31                              | 관화음                                                                               | 한자 편방                                    |      |
| 톈팅쥔(田廷俊)             | 후베이성 장링현:319                                   | 1901         | 《수목대자결(數目代字訣)》                                                                                             | 《수목대자결(數目代字訣)》                                       | 후베이음                                                                             | 숫자식                                       |      |
| 톈팅쥔(田廷俊)             | 후베이성 장링현:319                                   | 1906         | 《병음대자결(拼音代字訣)》, 《정음신법(正音新法)》                                                                     | 《병음대자결(拼音代字訣)》, 《정음신법(正音新法)》               | 후베이음                                                                             | 한자 필획(라틴 문자 형식의 대음 방안을 갖춤) |      |
| 천추(陳虬)                 | 저장성 루이안현:74                                    | 1903         | 《신자구문칠음탁(新字甌文七音鐸)》, 《구문음회(甌文音匯)》                                                             | 《신자구문칠음탁(新字甌文七音鐸)》, 《구문음회(甌文音匯)》       | 저장(원저우)음                                                                       | 한자 필획                                    |      |
| 리위안쉰(李元勛)           | 허난성:317:46                                         | 1904         | 《대성술(代聲術)》 | 《대성술(代聲術)》                                               | (미상)                                                                               | 한자 필획                                    |      |
| 류멍양(劉孟揚)             | 직례성:88 톈진현:15                                   | 1904         | 《천뢰흔(天籟痕)》 | 《천뢰흔(天籟痕)》                                               | 관화음                                                                               | 한자 필획                                    |      |
| 류멍양(劉孟揚)             | 직례성:88 톈진현:15                                   | 1908         | 《중국음표자서(中國音標字書)》                                                                                         | 음표자(音標字):97                                                | 관화음                                                                               | 라틴 문자                                    |      |
| 양충(楊瓊), 리원즈(李文治) | 윈난성 다리현:316                                     | 1905         | 《형성통(形聲通)》 | 형성통용문자(形聲通用文字):176                                   | 운서(즉, 기준 지방음을 두지 않되 각지 방언에 두루 적용될 목적으로 제작됨, 이하 동일) | 한자 필획                                    |      |
| 라오나이쉬안(勞乃宣)       | 저장성 퉁샹현:13                                      | 1905, 1906   | 《증정합성간자보(增訂合聲簡字譜)》, 《중정합성간자보(重訂合聲簡字譜)》, 《간자전보(簡字全譜)》, 《간자보록(簡字譜錄)》 | 합성간자(合聲簡字), 간자(簡字):97                                | 난징음, 우음, 민광음                                                                 | 한자 편방                                    |      |
| 주원슝(朱文熊)             | 장쑤성 쿤산현 천무진:22                               | 1906         | 《강소신자모(江蘇新字母)》                                                                                             | 《강소신자모(江蘇新字母)》                                       | 우음                                                                                 | 라틴 문자                                    |      |
| 선사오허(沈韶和)           | 장쑤성 자딩현:321                                     | 1906         | 《신편절음특별과본(新編簡字特別課本)》                                                                                 | 수마문자(數碼文字):198                                           | 운서                                                                                 | 숫자식                                       |      |
| 구이한샹(貴翰香)           | (만주 정홍기인)                                       | 1907         | (미상) | (미상)                                                           | 저장음                                                                               | -                                            |      |
| 장캉후(江亢虎)             | 안후이성 징더현 장촌(장시성 이양현 타오완에서 태어남) | 1908         | 《통자(通字)》 | 《통자(通字)》                                                   | 관화음                                                                               | 라틴 문자                                    |      |
| 마티첸(馬體乾)             | 직례성:88 싼허현:317                                  | 1908         | 《관음자표(串音字標)》:97                                                                                              | 《관음자표(串音字標)》:97                                        | 관화음                                                                               | 한자 필획(갑골문식)                          |      |
| 쑹수(宋恕)                 | 저장성 핑양현:48                                      | 1909         | 《송평자신자(宋平子新字)》                                                                                             | 《송평자신자(宋平子新字)》                                       | 저장(원저우)음                                                                       | 한자 필획                                    |      |
| 류스언(劉世恩)             | -                                                     | 1909         | 《음운기호(音韻記號)》:97                                                                                              | 《음운기호(音韻記號)》:97                                        | 관화음                                                                               | 자체 제작 기호                               |      |
| 황쉬바이(黃虛白)           | 허난성:88 샹푸현:317                                  | 1909         | 《한문음화간이식자법(漢文音和簡易識字法)》                                                                             | 《한문음화간이식자법(漢文音和簡易識字法)》                       | 관화음                                                                               | 한자 필획                                    |      |
| 황쉬바이(黃虛白)           | 허난성:88 샹푸현:317                                  | 1909         | 《납정문억해(拉丁文臆解)》                                                                                             | 《납정문억해(拉丁文臆解)》                                       | 관화음                                                                               | 라틴 문자                                    |      |
| 정둥후(鄭東湖)             | 광둥성 샹산현:321                                     | 1910         | 《절음자설명서(切音字說明書)》                                                                                         | 절음자:97                                                        | 운서                                                                                 | 한자 필획                                    |      |